# Aeroportul Cherepovets
Aeroportul Cherepovets (IATA: CEE, ICAO: ULWC) este un aeroport din Regiunea Vologda, Rusia ce deservește zona Cerepovețki Voskresenski monastîr⁠(d). Aeroportul a fost tranzitat în 2018 de 149.068 de pasageri. A fost deschis în 1933.
Situat la o altitudine de 115 m, aeroportul dispune de 1 pistă.

## Infrastructură

### Piste
Aeroportul dispune de o singură pistă. Pista 03/21 are suprafața de asfalt și dimensiunile 2.523 m × 45 m. 